# Robin DR 401
Die Robin DR 401 ist ein einmotoriger Tiefdecker des französischen Flugzeugherstellers Robin Aircraft. Sie ist eine komplett überarbeitete Version ihrer Vorgängerin Robin DR 400/500.
Standardmäßig besitzt sie elektrische Klappen und eine elektrische Trimmung, wahlweise ein analoges Cockpit oder ein Glascockpit.
Die DR 401 wird wie ihre Vorgänger in der Holzbauweise gebaut, mit dem charakteristischen Knickflügel, der seit der DR 100 verwendet wird.

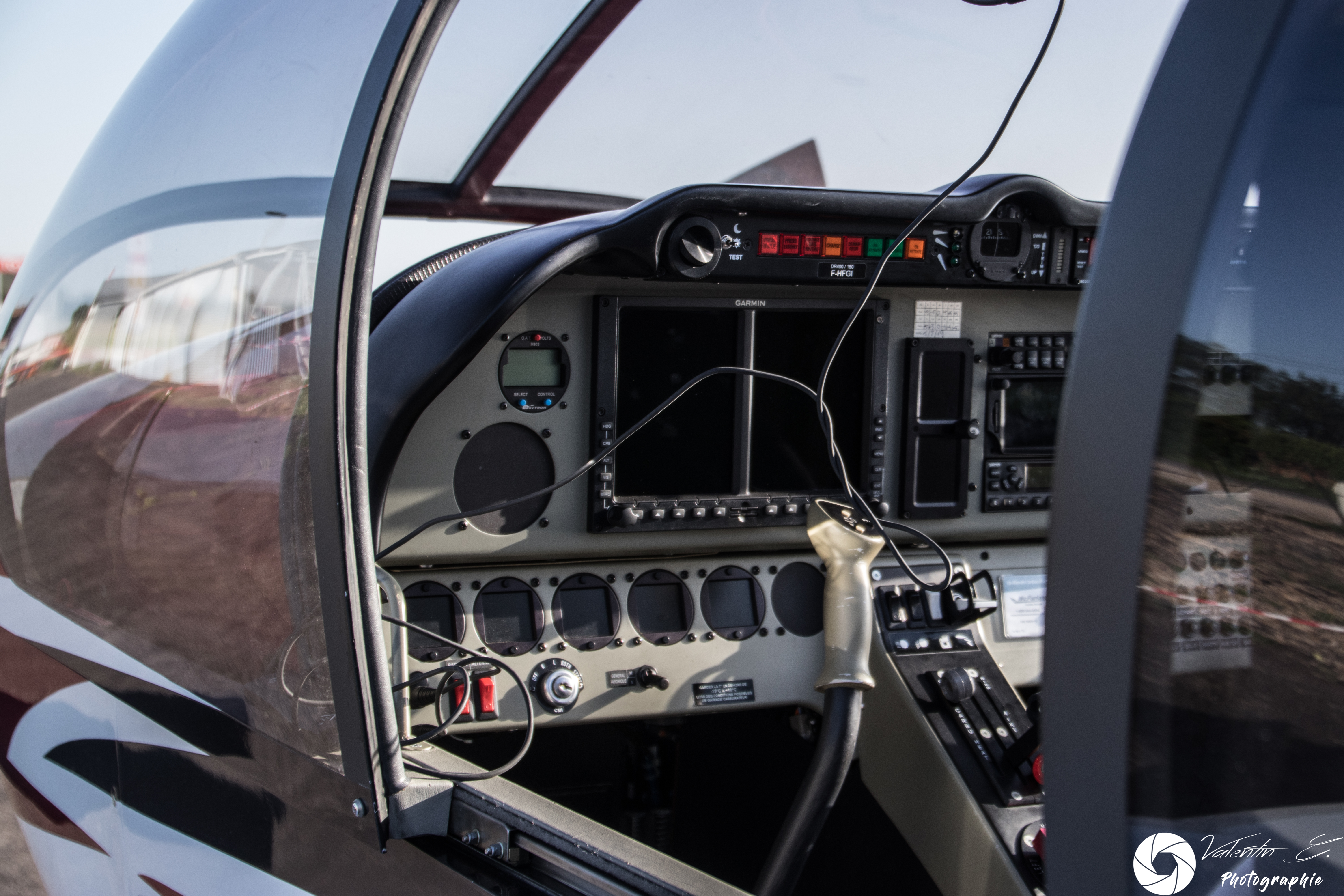
Glascockpit einer Robin DR 401

## Geschichte
Die Robin DR 401 ist eine Überarbeitung der Robin DR 400/-500. Sie wurde am 9. April 2014 auf der AERO Friedrichshafen vorgestellt.
DR steht dabei für Délémontez und Robin. Das Robin steht für den am 5. August 2020 im Alter von 93 Jahren verstorbenen Fluglehrer, Flugzeugkonstrukteur und -hersteller Pierre Robin.

## Konstruktion
Die Unterschiede des neuen Knickflüglers sind u.a die größere Kabine, elektrische Klappen / Trimmung und wahlweise ein Glascockpit. Durch die elektrischen Klappen wird viel Platz gespart, die Trimmung ist wie gewohnt bei Robin eine Flettnertrimmung.
Das Cockpit verfügt nicht mehr über zwei Schubregler, sondern über einen Hebel vorne in der Mittelkonsole.
Das Leergewicht ist gegenüber anderer vergleichbaren Flugzeugtypen sehr gering. Die Haube wird weiterhin wie bei der DR 400/500 nach vorne geschoben.
Alle Lichter bei der DR 401 sind LEDs, über den Knüppel kann man neben dem Funken auch trimmen.
Wie bei ihren Vorgänger ist sie mit Spannlack überzogen.
Das Bugrad ist lenkbar. Bei den meisten DR 401 ein Dreiblattpropeller verbaut.
Durch das G500, wahlweise auch andere Glascockpits sind IFR-Flüge möglich.
Lufteinlässe sind ähnlich wie bei der Robin DR 300 an beiden Seiten des Motors.

## Versionen
- DR 401/120A
- DR 401/120Lite
- DR 401/135CDI
- DR 401/155CDI/RCDI Long Range
- DR 401/160A
- DR 401/160A Long Range
- DR 401/180A Long Range
- DR 401/180ACS Long Range
- DR 401/180RA
- DR 401/180RACS
- DR 401/180RLite
- DR 401/200Ai Country
- DR 401/200Ai Long Range
- DR 401/200RAi

Quelle:

## Nutzung
Die DR 401 ist wie die komplette „DR-Familie“ ein Mehrzweckflugzeug. Geflogen werden darf sie entweder mit den Fluglizenzen PPL oder LAPL. Falls man nach IFR fliegen möchte, wird eine Instrumentenflugberechtigung benötigt.

### Personentransport / Reiseflug
Durch das größere Cockpit und die Erweiterung der Reichweite ist die DR 401 ein ideales Reiseflugzeug. Insgesamt können 3 Personen und 1 Pilot mitfliegen.

### Schulflugzeug
Robin Aircraft verbaut alternativ zu dem 200-PS-Motor auch sparsame Motoren. Die gutmütigen Flugeigenschaften ähneln fast zu 100 % denen der DR 400. Kombiniert ergibt sich ein gutmütiges, sparsames und leichtes Flugzeug.

### Schleppflugzeug
Wie bei der DR 300/400 gibt es Schleppversionen der DR 401: 180RA, 180RACS, 180RLite und 200RAi. Das „R“ steht weiterhin für Remorqueur, wie bei DR 300/400.

## Technische Daten
| Kenngröße             | DR 401/160A             | DR 400/180R             | DR 300/180R             |
| --------------------- | ----------------------- | ----------------------- | ----------------------- |
| Besatzung             | 1                       | 1                       | 1                       |
| Passagiere            | 3                       | 3                       | 3                       |
| Länge                 | 6,96 m                  | 6,96 m                  | 7,1 m                   |
| Spannweite            | 8,72 m                  | 8,72 m                  | 8,72 m                  |
| Höhe                  | 2,23 m                  | 2,23 m                  | 2,23 m                  |
| Höchstgeschwindigkeit | 260 km/h                | 260 km/h                | 240 km/h                |
| Reichweite            | 1665 km                 | 1085 km                 | 930 km                  |
| Motorleistung         | 1 × 160 PS (ca. 120 kW) | 1 × 180 PS (ca. 130 kW) | 1 × 180 PS (ca. 130 kW) |